# منطقة هانوفر
منطقة هانوفر ((بالألمانية: Region Hannover)‏) هي مقاطعة في سكسونيا السفلى، ألمانيا. يحدها من الشمال ومع عقارب الساعة المقاطعات الأتية: هايديكرايس، تسيله، غيفهورن، باينه، هيلدسهايم، هاملن - بيرمونت، شامبورغ ونينبورغ.

## توأمة
لمنطقة هانوفر اتفاقيات توأمة مع كل من:
- بوزنان
- الجليل

## روابط خارجية
- Official website (بالألمانية)

لم يتم العثور على روابط لمواقع التواصل الاجتماعي.